# Bram Fischer
Abram Louis "Bram" Fischer (Bloemfontein, 23 april 1908 – aldaar, 8 mei 1975) was een internationaal bekende witte Zuid-Afrikaanse advocaat en burgerrechtenactivist.
Fischer stamde uit een vooraanstaande Afrikaner familie: zowel zijn vader Percy (rechter) als zijn grootvader Abraham (Eerste Minister) was een invloedrijke persoon in de onafhankelijke en later door de Britten geannexeerde Oranje Vrijstaat. Bram Fischer is vooral bekend geworden door zijn verdediging van Nelson Mandela, Walter Sisulu en 8 andere tegenstanders van de apartheid tijdens het Rivoniaproces in juni 1964. De verdediging bereikte toen een mildering van de door de openbare aanklager geëiste doodstraf in levenslange gevangenisstraf. Bram Fischer zelf was toevallig niet aanwezig toen de politie Liliesleaf Farm in de voorstad Rivonia bij Johannesburg binnenviel, de plaats waar de leiding van de anti-apartheidsbeweging vergaderde en waar toen documenten in beslag zijn genomen in Fischers handschrift.
Voor hij in de jaren dertig met een Rhodesbeurs een studie aan de universiteit van Oxford begon, bezocht hij het Grey College in zijn woonplaats Bloemfontein, de hoofdstad van Oranje Vrijstaat. In zijn middelbareschooltijd kwam hij vanuit zijn ervaring tot de overtuiging dat er ware vriendschap mogelijk is die geen rekening houdt met huidskleur. Tijdens zijn studie in Oxford kwam hij onder invloed van links en maakte hij reizen door Europa, met name in Duitsland en de Sovjet-Unie. In 1937 trouwde hij met Molly Krige, een nicht van generaal en staatsman Jan Smuts. Het echtpaar kreeg 3 kinderen. Molly werd ook politiek actief en werd korte tijd zonder proces aangehouden tijdens de staat van beleg na het Bloedbad van Sharpeville in 1960. Ze kwam in 1964 om het leven bij een auto-ongeluk toen ze onderweg waren naar de 21ste verjaardag van hun dochter Ilse.
Vanaf 1935 had Bram Fischer een advocatenpraktijk in Johannesburg. Hij werd bekend door zijn uitstekende kennis van het mijnrecht en had veel kapitaalkrachtige cliënten.
Eveneens na zijn studie in Oxford werd Fischer lid van de South African Communist Party (SACP). Hij bereikte snel een leidende positie in de partij en ging namens de SACP ook nauw samenwerken met het Afrikaans Nationaal Congres (ANC). In 1946 werd hij aangeklaagd omwille van zijn rol als leider van de SACP in de politiek belangrijke staking geleid door de nieuwe zwarte mijnwerkersbond in Witwatersrand bij Johannesburg.
In september 1964 werd Fischer aangehouden op grond van zijn lidmaatschap van de SACP, die toentertijd verboden was. Hij werd op borgtocht vrijgelaten en werkte verder ondergronds. In 1966 werd hij wederom aangehouden en tot levenslang veroordeeld. Fischer kreeg kanker en werd daarom enkele weken voor zijn dood in mei 1975 vrijgelaten.
Eind 2012 werd de luchthaven van Bloemfontein hernoemd tot Bram Fischer International Airport.

## Film
In 2017 verscheen een film over het leven van Bram Fischer. Regisseur is Jean van de Velde. De hoofdrol wordt vertolkt door Peter Paul Muller. De film won dat jaar twee Gouden Kalveren voor Beste scenario en Beste acteur. Tevens werd het scenario van de film bekroond met de Zilveren Krulstaart 2017.
- Bibliothèque nationale de France: cb15049120r (data)
- Gemeinsame Normdatei: 120723999
- International Standard Name Identifier: 0000 0000 3556 6830
- Library of Congress Control Number: n97110738
- Nationale Bibliotheek van Israël: 987007282766005171
- Nederlandse Thesaurus van Auteursnamen: 119758911
- SNAC: w6p29pr8
- Système universitaire de documentation: 067177700
- Virtual International Authority File: 35294169
- WorldCat: E39PBJyWXgrqKpwvrQgt8xWhpP